# Papeton d'aubergine
Le papeton d'aubergine est un mets spécifique de la ville d'Avignon. Il se présente sous la forme d'un flan, à base de caviar d'aubergine et d'œufs, accompagné d'un coulis de tomates fraîches.

## Origine du nom
Il a été nommé ainsi du fait qu'il était cuit dans un moule ayant la forme d'une tiare pontificale,. Originellement, le papeton était l'épi égrainé du maïs, nommé ainsi pour sa couleur or et ses différentes couronnes qui rappelaient une tiare.
Antoine Augustin Parmentier expliquait en 1784 : « On désigne ainsi l'épi ou la fusée de maïs dépouillée de grains. Le papeton porte différens noms dans nos provinces : les Bourguignons & les Comtois l'appellent fuseau, panouille, ribeau, guilledon ; dans le haut Languedoc et dans le Béarn, il est connu sous le nom de charbon blanc. Dans quelques cantons du Royaume, le papeton sert à boucher les bouteilles ; mais il est trop poreux & point assez flexible pour contenir les liquides, sur-tout quand ils sont spiritueux. On courroit donc le risque de perdre son vin avec de pareils bouchons. »

Papeton d'aubergine et son coulis de tomates fraîches
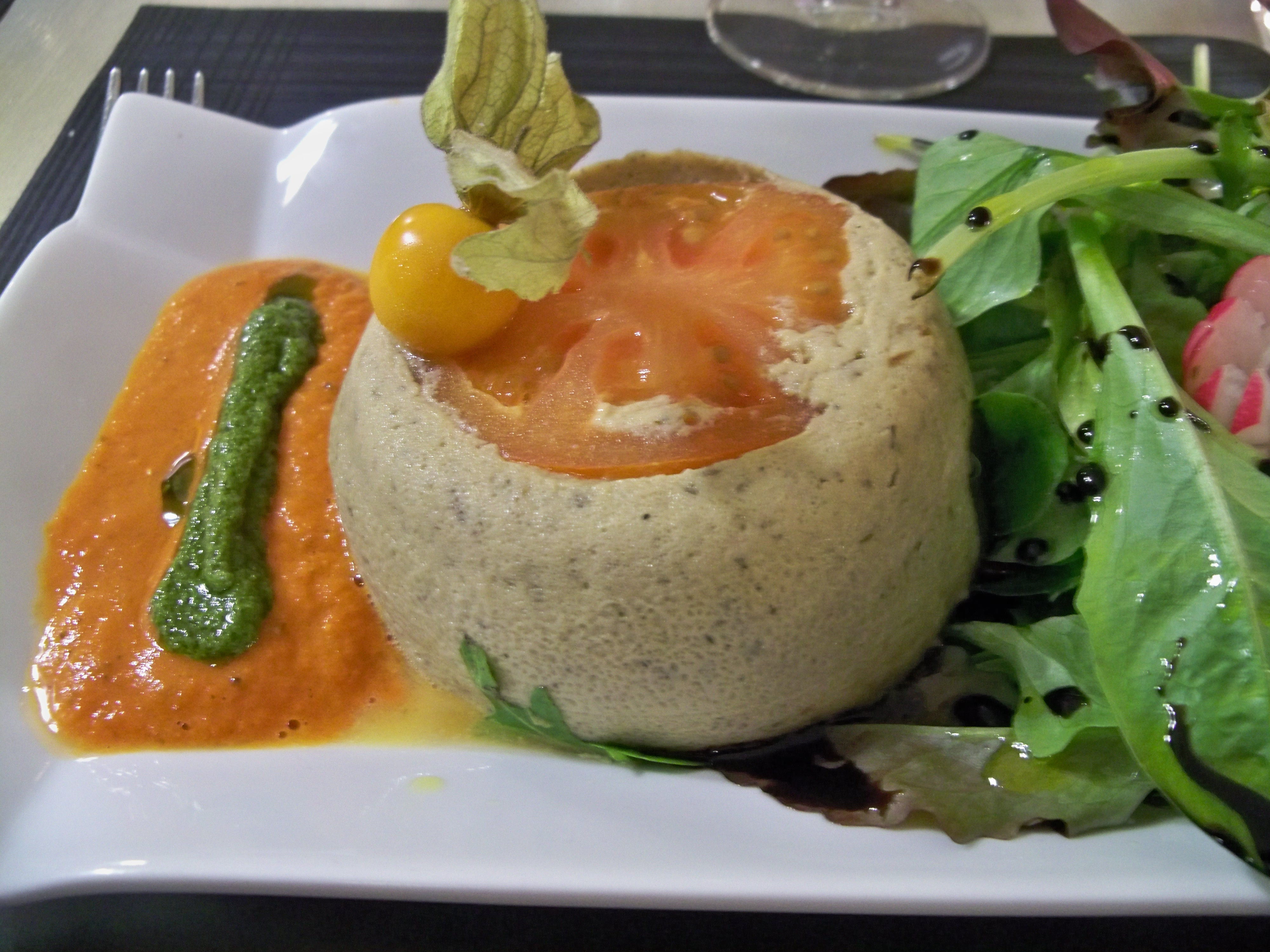

## Aubergine des papes
Déjà en 1970, Henri Gault et Christian Millau affirmaient : « Le papeton d'aubergines (dit aussi aubergines des papes) est l'une des recettes typiques de la ville friande de ces sombres et exquis légumes. »
Ce mets est composé d'une purée d'aubergine (caviar d'aubergine) mélangée à des œufs battus. L'ensemble est cuit au four et servi ensuite froid avec une sauce de tomates fraîches. Il se déguste avec un vin de Provence (AOC palette rouge).